# Prunus muris
Prunus muris är en rosväxtart som beskrevs av José Cuatrecasas. Prunus muris ingår i släktet prunusar, och familjen rosväxter. Inga underarter finns listade i Catalogue of Life.